# فهرست میراث جهانی در تونس
میراث جهانی در تونس شامل ۸ میراث فرهنگی و ۱ میراث طبیعی می‌باشد که تا سال ۲۰۲۴ در یونسکو به ثبت رسیده‌اند. جمهوری تونس که در شمال قاره آفریقا قرار گرفته، از جمله کشورهایی است که دارای پیشینه تاریخی و فرهنگی کهن است. این کشور در ۱۰ مارس ۱۹۷۵ کنوانسیون میراث جهانی یونسکو را پذیرفت و بدان پیوست که باعث شد مکان‌های تاریخی و طبیعی آن واجد شرایط قرار گرفتن در این فهرست شوند.
میراث جهانی نام عهدنامه‌ای بین‌المللی است که در تاریخ ۱۶ نوامبر ۱۹۷۲ میلادی به تصویب کنفرانس عمومی یونسکو رسید. موضوع آن حفظ آثار تاریخی، طبیعی و فرهنگی بشر است که اهمیت جهانی دارند و متعلق به تمام انسان‌های زمین، فارغ از نژاد، مذهب و ملیت خاص، می‌باشند.
برپایه این کنوانسیون کشورهای عضو یونسکو، می‌توانند آثار تاریخی، طبیعی و فرهنگی کشور خود را نامزد ثبت به‌عنوان میراث جهانی کنند. حفاظت از این آثار پس از ثبت، در عین باقی‌ماندن در حیطه حاکمیت کشور مربوط، به عهده تمام کشورهای عضو خواهد بود. مکان‌های میراث جهانی ثبت‌شده در سازمان یونسکو، مکان‌هایی مانند جنگل، کوه، آبگیر، صحرا، بقعه، ساختمان، مجموعه یا شهر هستند.
در تونس ۹ مکان میراث جهانی وجود دارد که ۸ تا از آنها به دلیل اهمیت فرهنگی‌شان و تنها پارک ملی اشکل به‌عنوان تنها میراث طبیعی تونس در میراث جهانی جای گرفته‌اند. این سایت در میان سال‌های ۱۹۹۶ و ۲۰۰۶ میلادی به دلیل ساخت سدی که سیستم هیدرولوژیکی دریاچه را تهدید می‌کرد و باعث کاهش تعداد پرندگان و پوشش گیاهی شده بود، در فهرست میراث جهانی در معرض خطر قرار گرفته بود. با این حال در سال ۲۰۰۶ پس از بهبود وضعیت دریاچه، این سایت از فهرست میراث در معرض خطر خارج شد.
سه سایت نخست، در سال ۱۹۷۹ ثبت شدند در حالی آخرین سایت ثبت‌شده از تونس در میراث جهانی، جربه، در سال ۲۰۲۳ بوده است. افزون بر این تونس ۱۶ سایت به‌عنوان فهرست آزمایشی دارد. تونس همچنین چهار بار در کمیته میراث جهانی حضور داشته است.

## میراث جهانی
یونسکو سایت‌ها را با ده معیار فهرست می‌کند. هر ورودی باید حداقل یکی از معیارها را داشته باشد.
| # | نگاره | نام                        | موقعیت | سال ثبت | ش ثبتمعیارها              | شرح | منبع        |
| ۱ |       | مدینه تونس                 | تونس   | ۱۹۷۹    | ۳۶ (ii)(iii)(v)           | تونس در سال ۶۹۸ میلادی به عنوان یکی از اولین شهرهای عربی در مغرب تأسیس شد. اوج خود را بین قرن‌های ۱۲ و ۱۶، در زمان خلافت موحدون و حفصیان، زمانی که یکی از ثروتمندترین شهرهای جهان اسلام بود، به دست آورد. به دلیل موقعیت مکانی آن، نقطه اتصال مغرب، اروپا و شرق بود. بناهای تاریخی متعددی در مدینه از جمله چندین دروازه شهر، مسجد جامع قصبه، خانه‌های اشراف، سوق‌ها و یک قبرستان حفظ شده است. | [ ۶ ]       |
| ۲ |       | سایت باستان‌شناسی کارتاژ    | تونس   | ۱۹۷۹    | ۳۷ (ii) (iii) (vi)        | کارتاژ که در قرن ۹ قبل از میلاد توسط فنیقی‌ها تأسیس شد، در دورهٔ باستان مبدل به یک امپراتوری تجاری در دریای مدیترانه شد. این شهر و دولت آن رقیب اصلی برای جمهوری روم بود که منجر به جنگ میان طرفین شد تا اینکه شهر در نهایت در سال ۱۴۶ قبل از میلاد توسط رومی‌ها ویران شد. بعداً به عنوان کارتاژ روم دوباره بازسازی و احیا شد. بقایای بناهایی از دوره‌های مختلف از جمله معابد، تئاتر، حمام‌های عمومی، گورستان‌ها، سیسترن‌ها و ساختمان‌های مسکونی حفظ شده است.                                                          | [ ۷ ]       |
| ۳ |       | آمفی‌تئاتر الجم             | مهدیه  | ۱۹۷۹    | ۳۸ (iv)(vi)               | آمفی‌تئاتر قرن سوم تیسدروس که امروزه با نام الجم شناخته می‌شود، بزرگ‌ترین آمفی‌تئاتر شمال آفریقا است که از کولوسئوم شهر رم الگوبرداری شده است. تخمین زده می‌شود که گنجایش ۳۵۰۰۰ تماشاگر داشته باشد. این واقعیت که چنین ساختمان باشکوهی در استانی نسبتاً دورافتاده ساخته شده است، نشانه تبلیغات و پروپاگاندا امپراتوری روم باشد. | [ ۸ ]       |
| ۴ |       | پارک ملی اشکل              | بنزرت  | ۱۹۸۰    | ۸ (x)                     | این پارک که زنجیره‌ای از دریاچه‌ها است، مشتمل از دریاچهٔ آب شیرین و تالاب‌های اطراف آن است. اشکل زیستگاهٔ مهم و زمستانی برای صدها هزار پرنده مهاجر، به ویژه غازها، چنگرها و اردک‌ها همچون اردک سرسفید، اردک بلوطی و اردک مرمری و همچنین لک‌لک و فلامینگو است. این سایت بین سال‌های ۱۹۹۶ و ۲۰۰۶ به دلیل ساخت سدهایی که سیستم هیدرولوژیکی دریاچه را تهدید می‌کرد و منجر به کاهش پوشش گیاهی و کاهش تعداد پرندگان شده بود، در فهرست در معرض خطر قرار گرفت. اما در سال ۲۰۰۶، پس از بهبود وضعیت از لیست در معرض خطر خارج شد. | [ ۹ ] [ ۴ ] |
| ۵ |       | کرکوان و شهر مردگان کرکوان | نابل   | ۱۹۸۵    | ۳۳۲ (iii)                 | شهر فینیقی-پونی کرکوان حدود ۲۵۰ سال قبل از میلاد طی جنگ‌های پونی ویران و متروکه شد. برخلاف سایر شهرهای فنیقی مانند کارتاژ، بیبلوس یا صور، در زمان رومی‌ها بازسازی نشد. ویرانه‌هایی که مربوط به قرن‌های ۴ و ۳ قبل از میلاد هستند در سال ۱۹۵۲ کشف شدند و بینش مهمی در مورد شهرسازی پونی‌ها ارائه می‌دهند. گورستان مجاور نیز اطلاعاتی در مورد شیوه‌های تشییع جنازه پونی‌ها ارائه می‌دهد. | [ ۱۰ ]      |
| ۶ |       | سوسه                       | سوسه   | ۱۹۸۸    | ۴۹۸ (iii)(iv)(v)          | شهر ساحلی سوسه در قرن نهم تحت سلطه اغلبیان به عنوان بخشی از سیستم دفاعی برای محافظت در برابر دزدی دریایی و سایر حملات از دریا اهمیت ویژه‌ای برخوردار شد. این مدینه به خوبی حفظ شده است. بناهایی از جمله رباط که هم بارو و هم بنای مذهبی آن همچون مسجد جامع، قصبه، مسجد بوفتاته و استحکامات دفاعی باقی مانده است. | [ ۱۱ ]      |
| ۷ |       | قیروان یا کیروان           | قیروان | ۱۹۸۸    | ۴۹۹ (i)(ii) (iii)(v) (vi) | قیروان در سال ۶۷۰ به عنوان یکی از اولین شهرهای عربی-اسلامی در مغرب تأسیس شد. این شهر به مدت پنج قرن مرکز ناحیه افریقیه بود و در قرن نهم در زمان اغلبیان شکوفا شد. بناهای تاریخی متعددی در شهر وجود دارد، از جمله مسجد جامع، مسجد سه در، مدینه، دیوارها و دروازه‌ها. قیروان به‌عنوان یکی از مقدس‌ترین شهرهای اسلام نیز به‌شمار می‌رود. | [ ۱۲ ]      |
| ۸ |       | دوگا یا توگا               | باجه   | ۱۹۹۷    | ۷۹۴ (ii)(iii)             | دوگا که یک شهر ویرانه رومی است که بیشتر آثار و ساختمان‌ها متعلق به قرن دوم و سوم پس از میلاد هستند. شهر در محل یک سکونتگاه مهم لیبیا-پونی، که احتمالاً اولین پایتخت پادشاهی نومیدیا بوده، بنا شده است. این شهر در دوره بیزانسی و اسلامی رو به زوال نهاد. بناهای یادبود شامل تئاتر رومی و مقبره‌های لیبیا-پونی است. کتیبه‌های متعددی به چندین زبان منطقه‌ای در محل پیدا شده است که و بینشی از زندگی روزمره در حاشیهٔ امپراتوری روم ارائه می‌دهد.                                                                      | [ ۱۳ ]      |
| ۹ |       | جربه                       | مدنین  | ۲۰۲۳    | ۱۶۴۰(v)                   | جزیره جربه با آب‌وهوای نیمهٔ خشک که آب در آن جزیره کمیاب است. این مسئله منجر به یک الگویی از سکونتگاه خاص شد که در حدود قرن نهم با مجموعه ای از محله‌های کم‌تراکم متصل به جاده‌ها ایجاد شد. | [ ۱۴ ]      |

## میراث آزمایشی
افزون بر سایت‌های موجود در فهرست میراث جهانی، کشورهای عضو می‌توانند فهرستی از سایت‌های آزمایشی را که ممکن است برای نامزدی در نظر بگیرند، در این فهرست قرار دهند. نامزدها در فهرست میراث جهانی تنها در صورتی پذیرفته می‌شوند که سایت پیش‌تر در فهرست آزمایشی قرار داشته باشد.
تونس ۱۶ نامزد در این فهرست دارد.
| #  | نگاره                    | نام                                                        | موقعیت             | سال ثبت | ش ثبتمعیارها                    | شرح | منبع   |
| ۱  |                          | پارک ملی الفایجه                                           | جندوبه             | ۲۰۰۸    | ۵۳۸۳(vii)(viii)(x)              | این پارک خانه جنگل‌های بلوط همچون بلوط چوب‌پنبه‌ای است. جنگل‌ها دارای زیرشاخه‌های غنی با چندین گیاه دارویی و معطر هستند. همچنین گوزن قرمز بربری در این پارک زیست می‌کند اما گونه‌ای همچون شیر بربری که در جنگل زندگی می‌کردند، منقرض شده‌اند. | [ ۱۶ ] |
| ۲  |                          | پارک ملی بوهمد                                             | سیدی بوزید         | ۲۰۰۸    | ۵۳۸۴(vii)(viii)(x)              | این پارک بقایای یک ساوانای یا گرم‌دشت پیشا-صحرا باستانی همچون مشابه آن در ساحل صحرا را پوشش می‌دهد. قبلاً چندین پستاندار بزرگ مانند فیل و بز کوهی در آن زندگی می‌کردند، اما به تدریج ناپدید شدند. در دهه ۱۹۸۰، تیزشاخ آفریقایی، تابیده‌شاخ و شترمرغ دوباره به این منطقه بازگشتند. افزون بر این یک سایت باستان‌شناسی مربوط به دوره رومی در این منطقه وجود دارد. | [ ۱۷ ] |
| ۳  |                          | شط الجرید                                                  | قبلی               | ۲۰۰۸    | ۵۳۸۵(vii)(viii)(ix)(x)          | شط الجرید یک دریاچه آب شور است که بیشتر سال خشک است، اما گاهی پر از آب می‌شود. در دوره‌های مرطوب در گذشته، دریاچه‌ای دائمی تا عمق ۲۵ متر بوده است. آثاری از آبزیان نیز هنوز در این دریاچه وجود دارند. چندین گونه از پرندگان آبی نیز از جمله گله‌های بزرگ فلامینگو در این سایت طبیعی قابل مشاهده هستند. | [ ۱۸ ] |
| ۴  |                          | واحهٔ قابس                                                  | قابس               | ۲۰۰۸    | ۵۳۸۶(iv)(vii)(x)                | واحه قابس، واقع در ساحل دریای مدیترانه، نوع نادری از واحه‌های ساحلی است. این مکان پناهگاه چندین گونه از پستانداران کوچک و خزندگان است که به عنوان توقفگاهی برای پرندگان مهاجر نیز عمل می‌کند. خرما، درختان میوه و سبزیجات باغی نیز در اینجا کشت می‌شود. کشاورزی از شبکه‌ای از کانال‌های آبیاری که برای هزاران سال مورد استفاده قرار گرفته‌اند، بهره می‌برد. | [ ۱۹ ] |
| ۵  |                          | مقبره سلطنتی نومیدیا، مورتانیا و بناهای تدفین پیش از اسلام | مجموعه‌ای از سایت‌ها | ۲۰۱۲    | ۵۶۸۴(ii)(iii)(iv)               | این مجموعه شامل گروهی از مقبره‌ها و بناهای تدفین در سراسر تونس است. آنها در سبک‌های معماری متفاوت هستند و منعکس‌کننده تعاملات بین فرهنگ‌های مغرب هستند. این بناها عبارتند از مقبره لیبیا-پونی دوگا، گورستان شمتو، خرسنگ‌ها و میزسنگ‌های الس، بناهای تاریخی در مکثر، و مقبره در جربه. | [ ۲۰ ] |
| ۶  |                          | آباره رومی زغوان کارتاژ                                    | مجموعه‌ای از سایت‌ها | ۲۰۱۲    | ۵۶۸۵(i)(iv)                     | مجموعه هیدرولیک رومی که در اوایل قرن دوم ساخته شد، شامل حوضه آبریز با چهار چشمه اصلی در زغوان است، آباره رومی که آب را به مدت ۱۲ کیلومتر به کارتاژ می‌برد و دارای بخش‌هایی با طاق‌های تا ۲۰ متر است که زیرساخت‌هایی در آنتهای آن وجود دارد. | [ ۲۱ ] |
| ۷  |                          | معادن باستانی مرمرهای نومیدی در شمتو                       | جندوبه             | ۲۰۱۲    | ۵۶۸۷(ii)(iv)                    | معادن شمتو برای بیش از شش قرن، ابتدا در قرن دوم پیش از میلاد و بعداً در دوره روم، زمانی که سنگ مرمر نومیدی مبدل به یک کالای ارزشمند برای تزئین اقامتگاه‌های پاتریسی‌ها و بناهای تاریخی عمومی در سراسر امپراتوری تبدیل شد، تولید این سنگ را می‌کرد. سنگ مرمر توسط بردگان و محکومان زیر نظر نیروهای نظامی استخراج می‌شد بدین جهت بقایای یک اردوگاه نظامی در نزدیکی آن وجود دارد. | [ ۲۲ ] |
| ۸  |                          | مرز امپراتوری روم: فوساتوم آفریکائه                        | مجموعه‌ای از سایت‌ها | ۲۰۱۲    | ۵۶۸۸(ii)(iii)(iv)               | این مجموعه شامل تعدادی از استحکامات، دیوارها، اردوگاه‌ها و سایر سازه‌های پشتیبانی است که مرزهای جنوبی امپراتوری روم را تشکیل می‌دهند. ساخت و ساز در زمان امپراتور آگوستوس در اوایل قرن اول آغاز شد. برخلاف چندین بخش از لیمس‌های رومی در اروپا که قبلاً به عنوان میراث جهانی ثبت شده است، این بخش در یک محیط بیابانی ساخته شده است ساختار مهندسی متفاوتی از نمونه‌های مشابه در اروپا دارد.                                                                                              | [ ۲۳ ] |
| ۹  |                          | مدینه صفاقس                                                | صفاقس              | ۲۰۱۲    | ۵۶۸۹(ii)(iv)(v)                 | صفاقس در اواسط قرن نهم میلادی تأسیس شد، بندر افریقیه و دروازه آن به شام بود. محله مدینه بر روی پلانی مستطیل ساخته شده است که یکی از بهترین نمونه‌های شهرسازی عرب-اسلامی در حوزه مدیترانه است. نقشه شهر شبیه کوفه، اولین شهر عرب مسلمان است. افزون بر این این مدینه در خود مسجد جامعی را جای داده است. | [ ۲۴ ] |
| ۱۰ |                          | پرمین مارین جبل تباگا                                      | مدنین              | ۲۰۱۶    | ۶۰۸۷(vii)(viii)                 | شکل‌گیری زمین‌شناسی جبل تباگا به اواخر دوره پرمین، پیش از رویداد انقراض پرمین-تریاس برمی‌گردد. فسیل‌های یافت‌شده در این منطقه زندگی دریایی آن دوره از جمله تریلوبیت‌هایی از نوع پسودوفیایپسیا را نشان می‌دهد. | [ ۲۵ ] |
| ۱۱ |                          | استراتوتایپ مرز کرتاسه-ترشری                               | کاف                | ۲۰۱۶    | ۶۰۸۸(vii)(viii)                 | سازند زمین‌شناسی در امتداد رودخانه اوئد مالگ دنباله واضحی از رسوبات را در سراسر مرز کرتاسه–پالئوژن نشان می‌دهد که با یک لایه نازک از خاک رس غنی از ایریدیم است و نشان از رویداد انقراض کرتاسه–پالئوژن می‌دهد. این مسئله بر نابودی سیاره زمین توسط یک سیارک صحه می‌گذارد. | [ ۲۶ ] |
| ۱۲ |                          | فلات یوغرطه در نزدیکی قلعه سنان                            | کاف                | ۲۰۱۷    | ۶۲۷۸(ii)(iii)(v)(vi)(vii)(viii) | فلات یوغرطه منطقه‌ای بزرگ در نزدیکی شهر قلعه سنان است. این نام برگرفته از نام پادشاه نومیدیا ژوگورتا است که در طول نبرد با روم بین سال‌های ۱۰۷ تا ۱۰۵ قبل از میلاد، پیش از شکست در مقابل آنان به این مکان پناه آورده بود. در بالای آن قلعه‌ای وجود دارد که در دوره‌های مختلف تاریخی مورد استفاده قرار می‌گرفت و همچنین بقایایی از دوران ماقبل تاریخ مانند میزسنگ‌ها نیز قابل مشاهده است. از نظر زمین‌شناسی، این سازند نمونه‌ای از نقش برجسته معکوس است که فرآیندهای فرسایش را نشان می‌دهد. | [ ۲۷ ] |
| ۱۳ | قلعه متروکه در یک بیابان | زیستگاه انسان‌های غارزی و دنیای قصور جنوب تونس              | مجموعه‌ای از سایت‌ها | ۲۰۲۰    | ۶۴۴۴(iv)(v)                     | این فهرست اشکال سنتی سکونت انسانی و استفاده از زمین را نشان می‌دهد که نشان از شیوه زندگی جوامع بومی در جنوب تونس و تعامل آنها با محیط طبیعی نامطلوب و حتی متخاصم منطقه می‌دهد. این سایت شامل دو مجموعه بزرگ غارنشینی و مجموعه‌ای از روستاهای مستحکم سنتی، قصور، در منطقه است. | [ ۲۸ ] |
| ۱۴ |                          | رمادیه المکته                                              | قفصه               | ۲۰۲۱    | ۶۵۳۶(iii)                       | این سایت باستان‌شناسی در نزدیکی قفصه قرار گرفته است که نشان از فرهنگ کپسی می‌دهد که قدمت آن بین ۱۰۰۰۰ تا ۷۰۰۰ سال قبل از زمان کنونی بازمی‌گردد؛ زمانی که این منطقه ساوانا یا گرم‌دشت بود. مردم فرهنگ کپسی شکارچیانی بودند که مجسمه‌های سنگی، سنگ‌نگارهها را حک و تراشیده‌اند. | [ ۲۹ ] |
| ۱۵ |                          | سایت باستان‌شناسی سبیطله                                    | قصرین              | ۲۰۲۱    | ۶۵۳۷(ii)                        | شهر رومی سوفوتولا موزونیوروم در قرن یکم پس از میلاد به عنوان مرکز اداری منطقهٔ قبایل کوچ‌نشین، تأسیس شد. این یک سکونتگاه رومی دارای معابد، حمام‌های رومی، و طاق پیروزی بود. بعداً تحت کنترل امپراتوری بیزانس گرفت تا آنکه در دورهٔ گریگوری پاتریسین (دعوی استقلال از امپراتوری را کرد) توسط اعراب مسلمان فتح شد. با سقوط سوفوتولا، سلطه بیزانس در شمال آفریقا نیز به پایان رسید. | [ ۳۰ ] |
| ۱۶ |                          | روستای سیدی بوسعید                                         | تونس               | ۲۰۲۴    | ۶۷۶۵(ii)(vi)                    | این روستا که در ساحل خلیج تونس قرار دارد، در قرن هجدهم زمانی که شهروندان ثروتمند تونس شروع به ساختن اقامتگاه‌های تعطیلات خود کردند، شروع به توسعه کرد. کاخ‌ها، مکان‌های مذهبی، فضاهای عمومی و فواره‌های متعددی در ترکیبی از سبک‌های معماری مختلف در این روستا وجود دارند که در طول زمان تغییر و تحول یافته‌اند. این روستا مرکزی برای هنرمندان و یک مرکز معنوی است که با قرار گرفتن آرامگاه صوفی سیدی بو سعید، این روستا به اسم او نامگذاری شده است.                                     | [ ۳۱ ] |